# Vernonia klattii
Vernonia klattii là một loài thực vật có hoa trong họ Cúc. Loài này được MacLeish miêu tả khoa học đầu tiên năm 1984.